# ФК Фехервар
ФК Фехервар е унгарски футболен отбор от Секешфехервар. Печелил е три пъти титлата на страната, един път Купата на Унгария, три пъти Купата на Лигата и два пъти Суперкупата на Унгария. Клубът е основан през 1941 г., а клубните цветове са синьо и червено. Най-продължително време е носил името „Видеотон“. От 2018 г. носи името ФК МОЛ Види. Домакинства на стадион „Шощои“ от 1967 г. насам.

## Срещи с български отбори
„МОЛ Види“ се е срещал с български отбори в официални срещи.

### „Лудогорец“
С „Лудогорец“ се е срещал два пъти в мачове от Втория предварителен кръг на Шампионската лига. Първият мач се играе на 25 юли 2018 г. в Разград и завършва 0 – 0. Вторият мач се играе на 1 август 2018 г. в унгарското село Фелчут и завършва 1 – 0 за „МОЛ Види“.

## Успехи

### Национални
- Първа лига:
  -  Шампион (3): 2010/11, 2014/15, 2017/18
  -  Второ място (7): 1975/76, 2009/10, 2011/12, 2012/13, 2015/16, 2016/17, 2018/19
  -  Трето място (4): 1983/84, 1984/85, 2005/06, 2020/21
- Купа на Унгария по футбол:
  -  Носител (2): 2005/06, 2018/19
  -  Финалист (5): 1981/82, 2000/01, 2010/11, 2014/15, 2020/21
- Купа на Лигата на Унгария:
  -  Носител (3): 2007/08, 2008/09, 2011/12
  -  Финалист (2): 2012/13, 2013/14
- Суперкупа на Унгария:
  -  Носител (2): 2011, 2012
  -  Финалист (3): 2006, 2010, 2015
- Втора лига:
  -  Победител (1): 1999/2000

### В евротурнирите
- Купа на УЕФА:
  -  Финалист (1): 1984/85

## Предишни имена
| Години      | Име |
| ----------- | --- |
| 1941        | „Водастолтенгяри“ Vadásztölténygyári SK                                                                                       |
| 1942 – 1944 | „Секешфехервар МОВЕ Водастолтенгяр Шпорт еш Култур Егешюлет“ Székesfehérvári MOVE Vadásztölténygyár Sport és Kultur Egyesület |
| 1944 – 1948 | „Секешфехервар СЕ“ Székesfehérvári SE                                                                                         |
| 1948 – 1950 | „Секешфехервар Дольгозок СЕ“ Székesfehérvári Dolgozók SE                                                                      |
| 1950 – 1962 | „Секешфехервар Вашаш СК“ Székesfehérvári Vasas SK                                                                             |
| 1962 – 1968 | „Секешфехервар ВТ Вашаш“ Székesfehérvári VT Vasas                                                                             |
| 1968 – 1990 | „Видеотон Шпорт Клуб“ Videoton Sport Club                                                                                     |
| 1990 – 1992 | „Видеотон-Уолтъм СК“ Videoton-Waltham SC                                                                                      |
| 1992 – 1993 | „Видеотон-Уолтъм ФК“ Videoton-Waltham FC                                                                                      |
| 1993 – 1995 | „Пармалат ФК“ Parmalat FC |
| 1995 – 1996 | „Фехервар-Пармалат ФК“ Fehérvár-Parmalat FC                                                                                   |
| 1996        | „Фехервар '96 ФК“ Fehérvár '96 FC                                                                                             |
| 1996 – 1997 | „Видеотон ФК Фехервар“ Videoton FC Fehérvár                                                                                   |
| 1997 – 2005 | „Видеотон ФК“ Videoton FC |
| 2005 – 2009 | „ФК Фехервар“ FC Fehérvár |
| 2009 – 2018 | „Видеотон ФК“ Videoton FC |
| 2018 – 2019 | „МОЛ Види ФК“ MOL Vidi FC |
| от 2019     | „ФК МОЛ Фехервар“ FC MOL Fehérvár                                                                                             |

## Български футболисти
- Георги Миланов: 2018/20 - (42 мача - 4 гола)